# Roding Roadster
Roding Roadster – samochód sportowy klasy kompaktowej produkowany pod niemiecką marką Roding w latach 2012–2017.

## Historia i opis modelu

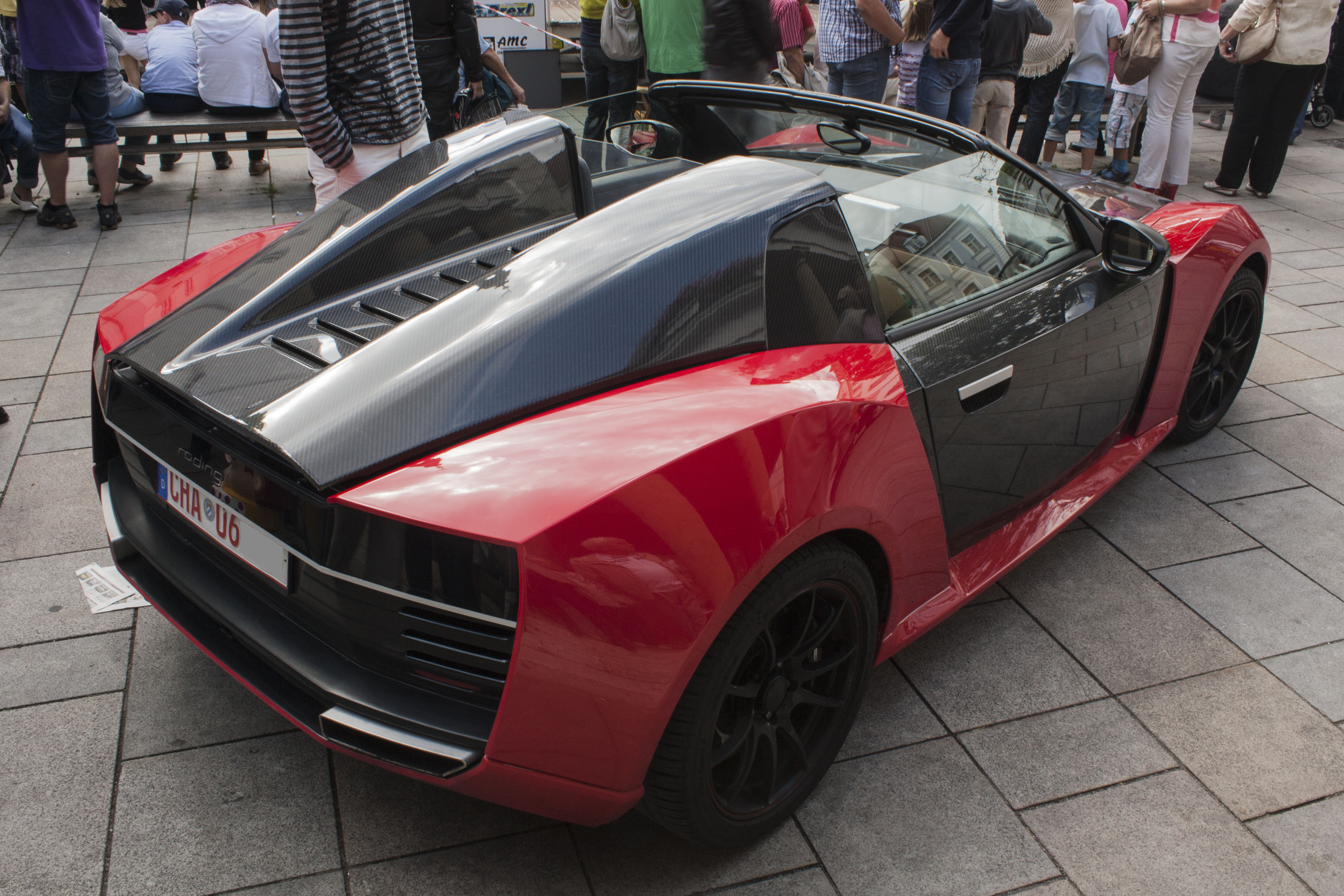
Roding Roadster – tył

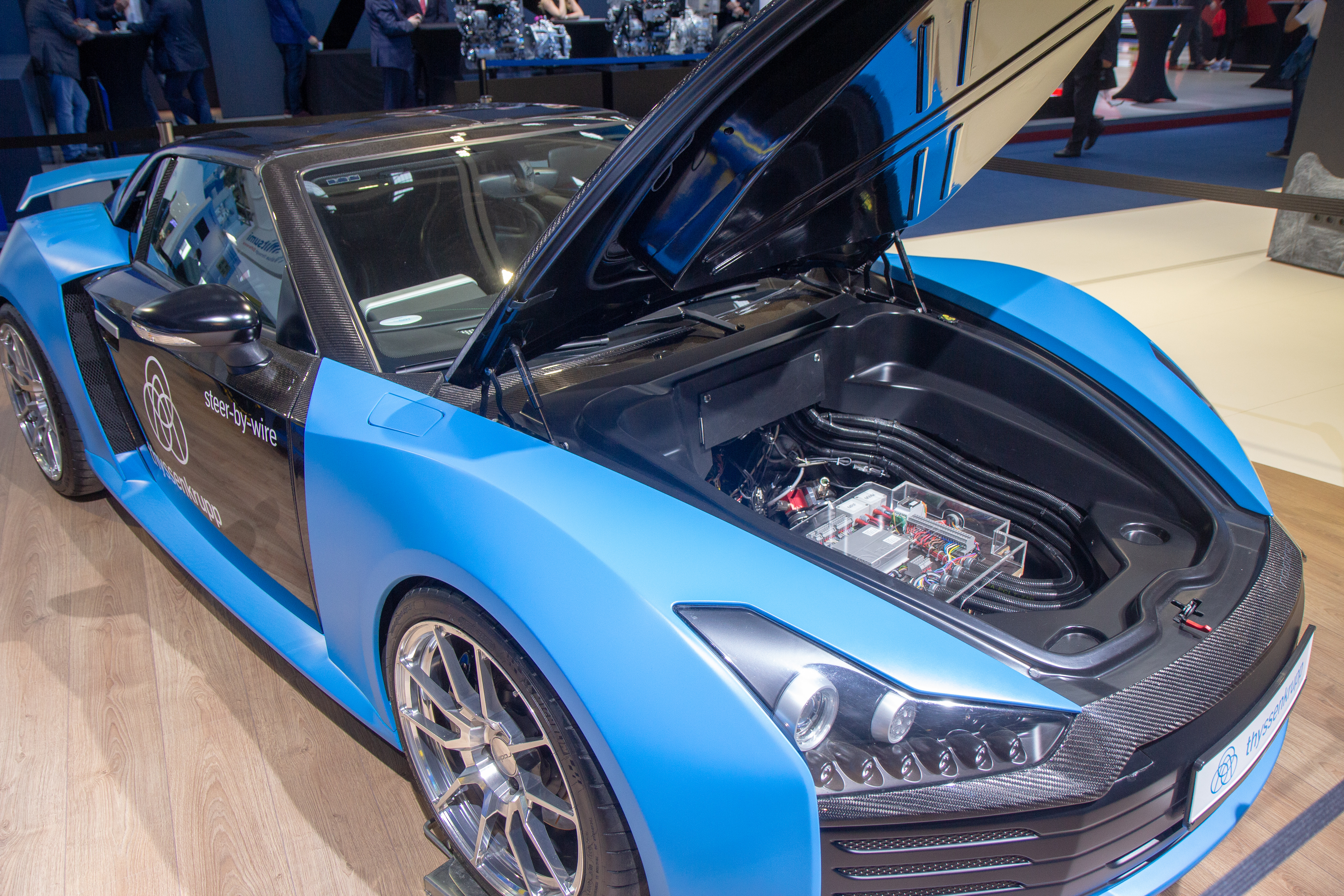
Roding Roadster Electric

Powstałe w 2008 roku niemieckie przedsiębiorstwo Roding Automobile od samego początku prowadziło zaawansowane prace konstrukcyjne nad swoim autorskim projektem niewielkiego, sportowego roadstera. Zapowiedzią tego pojazdu był przedstawiony w 2009 roku na targach IAA prototyp z roboczą, kanciastą karoserią.
Produkcyjny model przedstawiony został w marcu 2012 roku podczas targów samochodowych Geneva Motor Show, przyjmując postać niewielkiego roadstera o charakterystycznym, dwubarwnym malowaniu nadwozia i wysoko zabudowanych zagłówkach foteli.
Lekki, ważący mniej niż 1 tonę samochód napędził sześciocylindrowy, trzylitrowy silnik benznowy o mocy 300 KM oraz maksymalnym momencie obrotowym 400 Nm. Jednostka napędowa współpracuje z sześciobiegową przekładnią manualną, a w celu zapewnienia sportowych wrażeń z jazdy pojazd wyposażono dodatkowo także m.in. w sportowe fotele Recaro.

### Roadster Electric
Na bazie spalinowego Roadstera Roding Automobile we współpracy z Siemensem zbudował także w pełni elektryczny wariant Roding Roadster Electric, który przedstawiony został w styczniu 2012 roku. Samochód napędza 326-konny silnik elektryczny o maksymalnym momencie obrotowym 1000 Nm, który przenosi moc na tylną oś. Bateria o pojemności 19,4 kWh pozwala przejechać na jednym ładowaniu do 250 kilometrów.

### Sprzedaż
Roding Roadster powstał w manufakturze niemieckiego przedsiębiorstwa w mieście Roding w niemieckiej Bawarii. Seria została ściśle ograniczona do 23 ręcznie zbudowanych sztuk.

### Silnik
- R6 3.0l Turbo 320 KM